# Briz-M

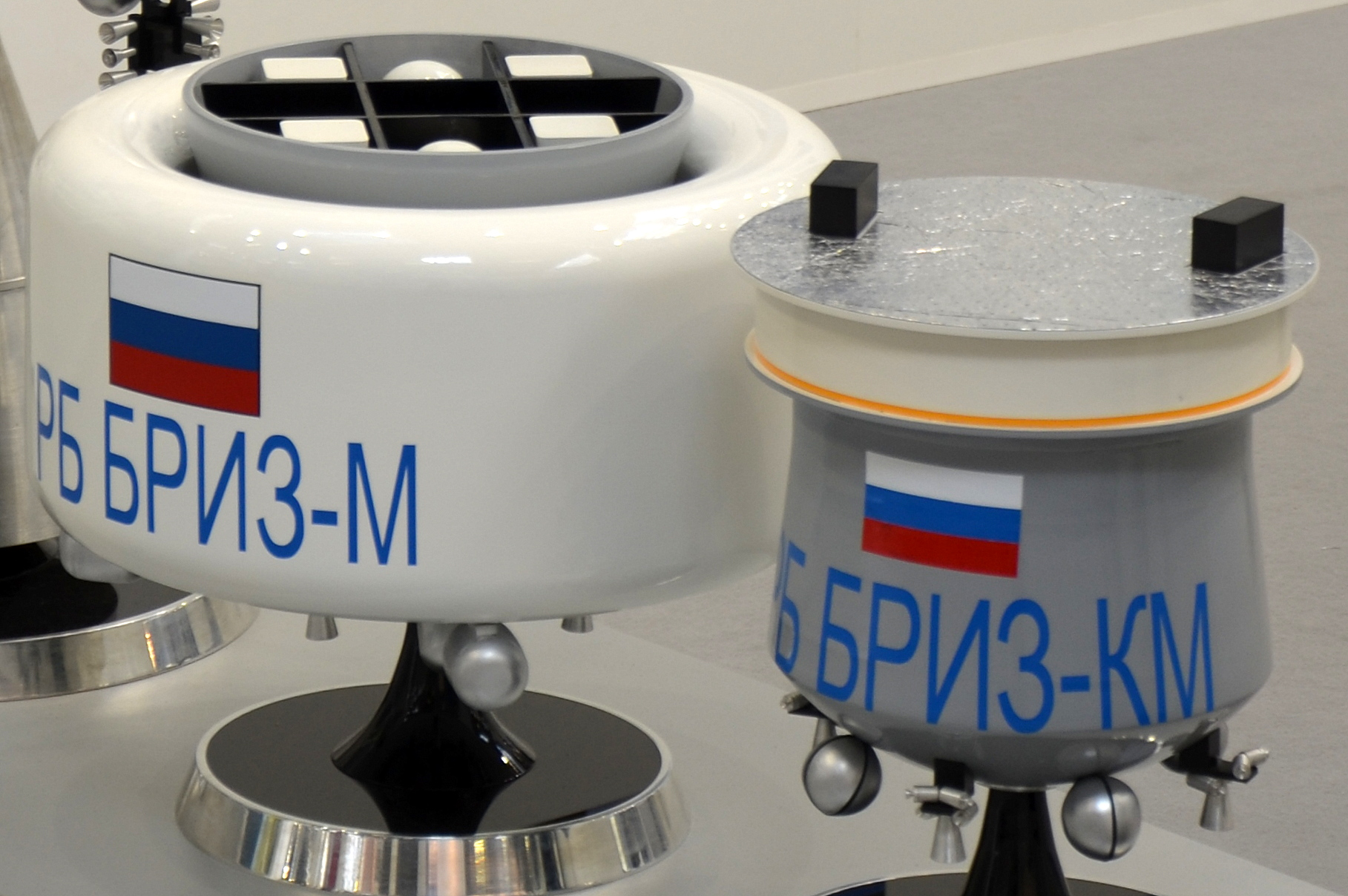
Etapa superior Briz M

Briz M o Breeze M es una etapa superior de cohete diseñada para realizar la inserción orbital final de la carga útil. Es fabricada por Khrunichev y se utiliza en los lanzadores Protón y Rockot. Realizó su primer vuelo en mayo de 2000, lanzando el satélite de comunicaciones Gorizont. Briz M ocupa mucho menos volumen que su predecesora la etapa Bloque D, dejando más espacio libre para la carga.
Un cohete Protón con una etapa Briz M puede poner en órbita geoestacionaria una carga de 4385 kg.

## Problemas de fiabilidad
Durante su historia, la etapa ha sufrido distintos problemas en cuanto a fiabilidad, con varios fracasos a la hora de poner satélites en órbita que llevaron a hacer pequeñas modificaciones en la etapa, como nuevas tuberías.

## Especificaciones
- Masa total: 22 170 kg
- Masa vacía: 2370 kg
- Empuje (en el vacío): 19 600 kN
- Impulso específico: 326 segundos
- Tiempo de combustión: 3000 segundos.
- Propelentes: N2O4/UDMH
- Diámetro: 2,5
- Envergadura: 4,1 m
- Longitud: 2,61 m
- Motor: S5.98M